# Callum Harriott
Callum Kyle Harriott (Londra, 4 marzo 1994) è un calciatore guyanese con cittadinanza britannica, attaccante del Maidenhead Utd e della nazionale guyanese.

## Carriera

### Club
Nella stagione 2011-2012 ha vinto la Football League One con il Charlton, club con il quale nei quattro anni seguenti ha giocato in seconda divisione (ad eccezione di un prestito di un anno in terza divisione al Colchester Utd). Dal 2016 al 2019 ha giocato nella seconda divisione inglese con il Reading.

### Nazionale
Nel 2013 ha giocato 3 partite con la nazionale inglese Under-19.
Nel 2019 ha partecipato alla CONCACAF Gold Cup con la nazionale guyanese.

## Palmarès

### Club

#### Competizioni nazionali
- Football League One: 1

Charlton: 2011-2012